# Galen Burrell
Pour les articles homonymes, voir Burrell.
Galen Gray Burrell, né le 2 juillet 1979 à Kalamazoo, est un coureur de fond américain. Il est vice-champion du monde de course en montagne longue distance 2006. Il a également remporté le marathon de Pikes Peak en 2004.

## Biographie
Né dans la ville de Kalamazoo dans le Michigan, Galen est peu sportif dans sa jeunesse. Il déménage au Colorado pour étudier le génie architectural à l'université du Colorado à Boulder et découvre la discipline de course en montagne. En 2003, il participe pour la première fois au marathon de Pikes Peak, dont son père Buzz lui en fait les éloges, ayant participé à la course depuis 1969.
En 2004, il prend pour la deuxième fois le départ du marathon de Pikes Peak qui a rejoint le calendrier de la Skyrunner World Series. Il suit de près le favori Agustí Roc et n'accuse que quinze secondes de retard au sommet. L'Espagnol effectue ensuite une descente très rapide. Galen franchit la ligne d'arrivée en seconde position. Agustí et d'autres coureurs européens sont ensuite disqualifiés pour avoir coupé des virages durant la descente, offrant ainsi la victoire à Galen.
Le 20 août 2006, il prend à nouveau le départ du marathon de Pikes Peak qui accueille le Challenge mondial de course en montagne longue distance. Le détenteur du record du parcours Matt Carpenter s'élance en grand favori. Malgré une violente crise de nerfs la veille, ce dernier domine la course. Galen parvient à effectuer une bonne course pour décrocher la médaille d'argent.
Le 5 décembre 2009, il participe à son premier ultra-trail, le Kepler Challenge de 60 km à Te Anau en Nouvelle-Zélande. Rattrapant le leader Martin Lukes en milieu de course, Galen s'empare de la tête mais son attaque s'avère prématurée. Il se fait redoubler par Martin puis par John Winsbury et termine finalement troisième.
Le 2 mai 2015, il talonne Ben Stern durant la Miwok 100K et termine deuxième à huit minutes.

## Palmarès

### Course en montagne
| no  | masculin           | Course                                                  | Longueur | Départ           | Temps           |
| --- | ------------------ | ------------------------------------------------------- | -------- | ---------------- | --------------- |
| 1re | Médaille d'or      | Marathon de Pikes Peak                                  | 42,2 km  | 22 août 2004     | 4 h 0 min 4 s   |
| 2e  | Médaille d'argent  | Marathon de Pikes Peak                                  | 42,2 km  | 21 août 2005     | 3 h 59 min 1 s  |
| 2e  | Médaille d'argent  | Challenge mondial de course en montagne longue distance | 42,2 km  | 20 août 2006     | 3 h 45 min 41 s |
| 5e  | 5e                 | Challenge mondial de course en montagne longue distance | 42,2 km  | 8 septembre 2007 | 3 h 11 min 5 s  |
| 9e  | 9e                 | Challenge mondial de course en montagne longue distance | 21,4 km  | 21 août 2010     | 2 h 26 min 55 s |
| 4e  | 4e                 | Marathon de Pikes Peak                                  | 42,2 km  | 18 août 2013     | 3 h 56 min 12 s |
| 4e  | 4e                 | Marathon de Pikes Peak                                  | 42,2 km  | 16 août 2016     | 3 h 56 min 5 s  |
| 3e  | Médaille de bronze | Ascension de Pikes Peak                                 | 21,4 km  | 24 août 2019     | 2 h 25 min 45 s |
| 3e  | Médaille de bronze | Ascension de Pikes Peak                                 | 21,4 km  | 21 août 2021     | 2 h 29 min 41 s |

### Ultra-trail
| no | masculin           | Course           | Longueur | Départ          | Temps           |
| -- | ------------------ | ---------------- | -------- | --------------- | --------------- |
| 3e | Médaille de bronze | Kepler Challenge | 60 km    | 5 décembre 2009 | 5 h 17 min 40 s |
| 4e | 4e                 | Way Too Cool 50K | 50 km    | 9 mars 2013     | 3 h 25 min 59 s |
| 2e | Médaille d'argent  | Miwok 100K       | 100 km   | 2 mai 2015      | 8 h 58 min 0 s  |

### Route
| Année | Compétition               | Lieu  | Place | Épreuve  | Temps           |
| ----- | ------------------------- | ----- | ----- | -------- | --------------- |
| 2014  | Humbolt Redwoods Marathon | Weott | 1er   | Marathon | 2 h 33 min 36 s |
| 2017  | Napa Valley Marathon      | Napa  | 2e    | Marathon | 2 h 33 min 25 s |

## Records
| Épreuve  | Performance     | Date            | Lieu  |
| -------- | --------------- | --------------- | ----- |
| Marathon | 2 h 33 min 36 s | 19 octobre 2014 | Weott |